# INS Eilat (501)
La INS Eilat (501) es una corbeta de clase Sa'ar 5 de la Marina de Israel que fue construida por Northrop Grumman Ship Systems en 1993. Es una de las tres corbetas de su clase en servicio en la Armada israelí  y tiene su base, en la ciudad de Haifa, Israel. El contrato para la construcción del buque, fue firmado a principios de la década de 1980. La Eilat fue el primero de los tres buques en ser botado y asignado de su clase.